# Раван (тврђава)
Утврђење Раван (Равански) се налазило на око 15 километара сјеверно од Пљеваља, у изворној области Сутјеске, у близини данашњег села Раван. Тврђавица је вјероватно служила ради надзирања значајне саобраћајнице у устибарској долини. У писаним изворима се помиње као: „Ravanscha Vbrisinio, castell con contato“ (1444) и „castrum Rabenzky“ (1448). „Vbrisinio“ треба читати као „у Брезници“ (средњовјековна жупа у данашњем пљеваљском крају). Један дубровачки караван ишао је 1407. године „in Bochoviza et in Ravano“ (из Буковице, у Полимљу, за Равно). У близини наведеног села се и данас налазе топоними „Кула“ и „Градина“. Утврда је била у сатаву српске државе и у посједу великог жупана Николе Алтомановића, да би 1373. године, по његовом поразу, потпала под власт бановине Босне и Твртка I Котроманића. Тврђава се налазила у о оквиру Великог војводства породице Хранић - Косача, до турског освајања.